# Frédéric Martenet
Frédéric Martenet (Neuchâtel, 6 ottobre 1893 – Neuchâtel, 25 dicembre 1974) è stato un calciatore svizzero, di ruolo attaccante.

## Carriera

### Club
Ha sempre giocato nel campionato svizzero.

### Nazionale
Ha collezionato sei presenze con la maglia della Nazionale.